# Нзо, Альфред
Альфред Бапстуксоло Нзо (африк. Alfred Baphethuxolo Nzo; англ. Alfred Baphethuxolo Nzo; 19 июня 1925, Бенони, Трансвааль — 13 января 2000, Йоханнесбург) — государственный и политический деятель Южно-Африканской Республики. Занимал должность министра иностранных дел с 1994 по 1999 год.

## Биография
Родился 19 июня 1925 года в Бенони (провинция Трансвааль в Южно-Африканском Союзе) в семье рабочего-африканца. Образование получал в миссионерской школе, университетском колледже в Форт-Хейре и техническом колледже в Йоханнесбурге. Работал санитарным инспектором в 1947—1958 годах.
Вступив в 1950 году в Африканский национальный конгресс (АНК), принимал активное участие в организации массовых кампаний и выступлений. В 1958 году избран членом Национального исполкома АНК, в 1964—1969 работал в представительствах АНК в Каире и Дели. С 1969 по 1991 год занимал должность председателя партии Африканский национальный конгресс. В 1985 году Нзо получил советскую награду, Орден Дружбы народов.
После проведения первых демократических выборов Альфред Нзо был назначен министром иностранных дел в правительстве Нельсона Манделы. После проведения национальных выборов в 1999 году, Альфред Нзо ушёл из политики, а в декабре того же года перенёс инсульт, от последствий которого скончался 13 января 2000 года.
В 2003 году Альфред указом президента Табо Мбеки был посмертно награждён орденом Лутхули.

## Память
Имя А. Нзо присвоено одному из районных округов Восточно-Капской провинции Южно-Африканской Республики — Альфред-Нзо.